# الأقراص المدمجة للموسوعة البريطانية
الأقراص المدمجة لموسوعة بريتانيكا هي موسوعة تابعة لدائرة المعارف البريطانية تنشرها شركة الموسوعة البريطانية المحدودة.

## وصف المنتج
يحتوي القرص الفيديو الرقمي للموسوعة على أكثر من 100,000 مقالة، أطلس، 35,000 ملف (صورة، فيديو أو صوت)، قاموس ومكنزات تابعه لميريام وبستر.

## الجوائز
حصل الجناح المرجعي لموسوعة بريتانيكا على جائزة الإنجاز المتميز لعام 2004 من رابطة الناشرين التربويين. غير حصول النسخة السابقة لها، الأقراص الرقمية بريتانيكا، على جائزة كودي في عام 2000 و 2001 و 2002.

## نظام لينكس للتشغيل
لا يوجد أي إصدار رسمي من بريتانيكا لنظام لينكس للتشغيل؛ مع ذلك، يتم توفير برنامج نصي لمساعدة المستخدمين ذوي الخبرة في تشغيل الجناح المرجعي لموسوعة بريتانيكا لعام 2004 في نظام لينكس. يتطلب البرنامج النصي إصدار 1.3.1 من منصة جافا، والاصدارات التالية.

## الحد الأدنى لمتطلبات النظام
| العناون                        | الحد الأدنى من المتطلبات                                      |
| ------------------------------ | ------------------------------------------------------------- |
| المعالج                        | معالج إنتل كور                                                |
| الذاكرة                        | 512 ميجابايت ذاكرة الوصول العشوائي، (يفضل استخدام 1 جيجابايت) |
| قرص بصري                       | دي في دي                                                      |
| المساحة الفارغة في القرص الصلب | 2.08 جيجا                                                     |
| العرض                          | - الوضوح 1024x768 - الألوان 16 بت                             |
| نظام التشغيل                   | - ويندوز إكس بي - ويندوز فيستا - ويندوز 7 - نظام ماك أوس      |

## وصلات خارجية
- الموقع الرسمي